# Princess Juliana nemzetközi repülőtér
A Princess Juliana nemzetközi repülőtér (IATA: SXM, ICAO: TNCM) Szent Márton-sziget holland területének (Sint Maarten) repülőtere.
Nagyon rövid futópályával rendelkezik. Sokféle repülőgéptípust szolgál ki, érdekesség, hogy a Boeing 747-es géptípus nem tud hosszú távú útra a rövid kifutópálya miatt felszállni, ezért az Atlanti-óceán átszeléséhez például Aruba szigetén az utat meg kell szakítani, és ott teljesen fel kell tankolni.

## Különlegességek
A kifutópálya nyugati (10-es irányú) küszöbe alig 80 méterre található a Maho Beach nevű tengerparti strandtól. A futópálya rövidsége miatt a strand felett csak 10-20 méter magasan szállnak el az ereszkedő repülőgépek. A dombos másik vége miatt a leszállásra csak ebből az irányból használható a pálya. Ugyanezen ok miatt a gépeknek gyorsan kell a felszállás után emelkedniük, ezért az induláskor a fékek kioldása előtt a pilóták gyakran a hajtóműveket teljes tolóerőre kapcsolják, ami miatt a nézelődés nem mindig ajánlott.

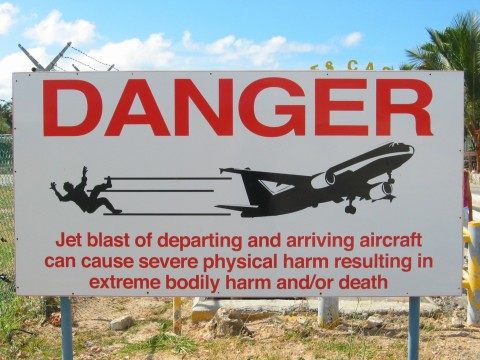
A felszálló gépek okozta veszélyekre figyelmeztető tábla

## Forgalom
Az utasforgalom az elmúlt években az alábbi módon változott:
| Utasok száma | 1 667 542 | 1 643 387 | 1 652 332 | 1 726 656 | 1 625 964 | 1 644 270 | 1 671 715 | 1 671 763 | 1 795 117 | 792 740 |
|              | 2005      | 2006      | 2007      | 2008      | 2009      | 2011      | 2012      | 2013      | 2014      | 2018    |